# Satoshi Kawata
Satoshi Kawata (河田聡; 1º ottobre 1951) è un fisico giapponese attivo in diversi campi quali le nanotecnologie, la fotonica, la plasmonica, e ulteriori aree nel settore della fisica applicata.
Attualmente è professore ordinario al Dipartimento di Fisica Applicata dell'Università di Osaka, è anche Chief Scientist all'Istituto RIKEN.

## Biografia
Kawata ha studiato sotto Tatsuro Suzuki e ha ricevuto la laurea di primo livello nel 1974 e quella di secondo livello due anni dopo, nel 1976. Il dottorato di ricerca nel 1979 all'Università di Osaka.
Dopo l'esperienza come post-dottorato della Società Giapponese per la Promozione della Scienza (JSPS) all'Università di Osaka e successivamente come ricercatore associato all'Università della California, Irvine, Kawata studiato sotto Shigeo Minami e divenne membro permanente al Dipartimento di Fisica Applicata all'Università di Osaka. Nel 1993 passò al rango di professore ordinario e ricoprì il ruolo di Direttore del Frontier Research Center negli anni 2001-2003. Attualmente è Direttore del Photonics Advanced Research Center. Dal 2002 Kawata è anche Chief Scientist all'Istituto RIKEN.
Kawata è scientifico seguente a Motoichi Ohthu nell'università di Tokyo studi in nanofotonica (interazione tra fotoni e nanostrutture). Il suo contributo alla comunità è dimostrato da un numero di invenzioni, pubblicazioni e dall'organizzazione di conferenze in campi come spettroscopia a near-field, microscopia a laser-scanning, near-field optics, plasmonics, biophotonics, fabbricazione laser e recupero di segnale.
Kawata ha prestato servizio come Presidente della Società Spettroscopica Giapponese dal 2004 al 2007 e come Editore della rivista scientifica Optics Communications sin dal 2000.
Nel 2005 gli fu riconosciuto il premio per la Scienza e la Tecnologia dal Ministro dell'educazione, cultura, sport, scienza e tecnologia.
Nel 2007 Kawata ricevette direttamente dall'imperatore del Giappone la Medaglia d'Onore con nastro viola.
È anche Professore Onorario del Technical Institute of Physics and Chemistry presso l'Accademia delle Scienze Cinese. Inoltre ricopre la carica di Program Officer per la Società Giapponese di Promozione della Scienza (JSPS). Infine, è membro della Società di Ottica d'America (OSA), dell'Istituto di Fisica (IOP), della Società Internazionale di Ingegneria Ottica (SPIE) e della Società Giapponese di Fisica Applicata.

## Riconoscimenti
Ministero dell'Educazione, Cultura, Sport, Scienza e Tecnologia
- 2005 - Premio per la Scienza e la Tecnologia